# Лавровка (Винницкий район)
Лавровка (укр. Лаврівка) — село в Винницком районе Винницкой области Украины.
Расположено на берегу реки Южный Буг.
Код КОАТУУ — 0520682603. Население по переписи 2001 года составляет 862 человека. Почтовый индекс — 23215. Телефонный код — 432.
Занимает площадь 0,863 км².
В селе действует храм Великомученика Димитрия Солунского Винницкого районного благочиния Винницкой епархии Украинской православной церкви.

## Объекты социальной сферы
- Клуб

## Адрес местного совета
23215, Винницкая область, Винницкий р-н, с. Лавровка, ул. Ленина, 2